# 瓦爾梅特M76突擊步槍
Rk 76（又名Rk 62/76 及 Valmet M76；芬兰语：RynnäkköKivääri 76，意義為「突擊步槍76年型」；Rk 62/76的推斷意義為「突擊步槍62年型76年改進版本」）是一款由芬蘭槍械製造商维美德（Valmet；又譯“瓦爾梅特”）所設計及生產的突击步枪，既是Rk 62突擊步槍的衍生型，也是芬蘭國防軍（FDF）的制式突擊步槍之一，亦是世界上以AK改良而成的步槍當中，製造水準品質與數量最優最佳的一款型號之一，可採用北約5.56×45毫米（SS109／M855）、7.62×51公釐和苏联7.62×39毫米（M43）這三種口徑的步枪子彈。
除了可全自動射擊的軍用型，生產商亦為民用市場生產了其半自動版本。在1976年到1986年間生產的該步槍的機匣是由衝壓鉚接式金屬板工藝所製成，而非如Rk 62般機匣以鍛壓銑削所製成。
M76有著四種槍托設計，M76W為木製固定槍托，M76P為塑膠材料固定槍托，M76T為管状固定槍托，M76F是管状摺疊槍托，它們都使用15、20或30發彈匣供彈。芬蘭採用的是7.62×39公釐（M43彈），而卡塔爾和印尼則是採用5.56×45公釐（SS109／M855）。

## 設計細節

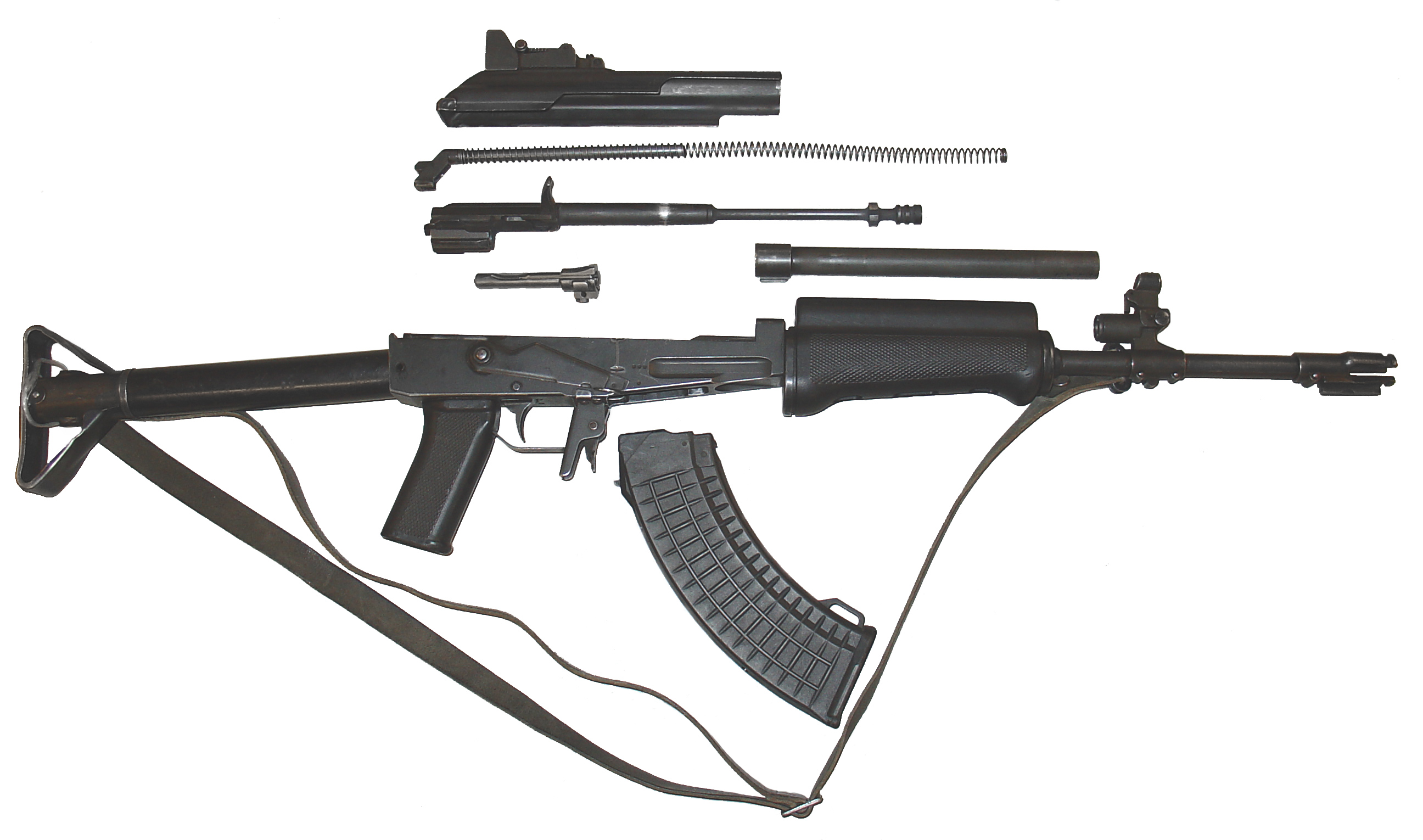
Rk 62/76 大部分解組件圖

瓦梅特M62/76系列步槍是仿製AK-47設計的升級型。從可特許生產AK-47的的芬蘭版本開始，瓦爾梅特就著手在每一點作設計上更新。不但公差比蘇聯陣營生產的AK系列更為嚴格，同時仍然慷慨地確保在各種氣候條件以下的出色的可靠性。導氣活塞中接近活塞的位置包括一根小「手指」，以保證導氣管內部能夠順暢運作，這也有助於提高步槍的固有精度。另外一個提高精度的手段是經過升級以後的瞄準具。
準星安裝在導氣體箍組件以上，這使得槍管上得以減少一件附件，從而增加了機械精度。準星是完全可由士兵按戰地進行調節。準星還裝有一個翻轉式氚光夜間瞄準具，使用時會覆蓋原支柱狀準星，以便夜間或低光亮度環境射擊。
照門組是由安裝於正切式表尺並在以上滑動可調節至600公尺的缺口式照門，以及設置在150公尺的覘孔式「戰鬥瞄具」所組成。照門位於機匣蓋的頂部後方。照門當中也具有用於夜間射擊的氚光內襯照門，只要將夜間瞄準具向前翻起（倒掛）即可使用。當在夜間照門的位置上時，照門是由一個正方形凹口佈置與兩側的兩個氚光點所組成。在這個位置上，照門可藉由瞄準具支撐臂下方的一套螺釘調節海拔。
瓦爾梅特M62/76系列步槍的另一個特點是其消焰器。它類似於原型M16步槍的三叉式消焰器的放大版本。消焰器的正下方是其導軌式刺刀座，以裝上由Fiskars公司和哈克曼公司製造的獵刀樣式刺刀。其消焰器沿著其縱向切割線切割出一些尖銳而鋒利的邊緣以折斷鐵絲。士兵可將鐵絲網線滑入其消焰器，並且簡單地左右旋轉他的步槍，直到它卡在消焰器的小口徑鐵線被絞斷。對於較粗的鐵線，士兵將其插入消焰器以後，給步槍轉個半圈，並且讓步槍發射子彈，以子彈射斷鐵線。目前M16步槍的三叉型消焰器被鳥籠型消焰器所取代，因為分叉的尖頭在植被茂密的戰地往往會與植被相勾掛纏繞。雖然這問題仍然在M62/76上發生，還好其消焰器上比M16的更為銳利的邊緣可在穿過一些植被時協助切割植被。
M62/76有固定式和折疊式槍托的版本。一般而言，折疊式槍托在設計上可能會成為隱患的是軸心磨耗，最終往往導致槍托變得鬆動。這在M62/76系列步槍以上卻並非問題，因為鉸鏈和扣鎖的設計都非常牢固。兩者均在槍托底板上裝有活板門，以便隨槍存儲清潔套裝。由於芬蘭經常處於寒冷的氣溫以下，為免士兵的臉直接與變得冰凍的槍托接觸，槍托以上、射手的臉通常會接觸的管段還具有薄塑料製護套。
M76的所有衍生型都對金屬表面進行工業級磷化表面處理。
槍口初速取決於其所使用的彈藥；北約彈藥為900米/秒，而卡拉什尼科夫彈藥則是719米/秒。

## 衍生型
瓦爾梅特M78是瓦爾梅特M76突擊步槍的重槍管輕型支援武器衍生型。除了發射7.62×39毫米苏联口徑子彈，原廠還生產了發射5.56×45毫米和7.62×51毫米兩種北約口徑的衍生型。那是一挺類似RPK輕機槍的武器，而且用於相同的戰術用途。

## 使用國
- 芬兰
- 印度尼西亞
- ：1970年代購入5.56×45毫米北約口徑型。[2]

## 流行文化
瓦爾梅特M76、M72和M78已被用作以模擬一些美國電影之中的AK和冷战時期與蘇聯武器相關的道具，最明顯的是赤色黎明、和火狐，原因可能是由於它們的可用性。

## 資料來源
1. ↑  . pewpewpew.work.   [2023-12-24]. （原始内容存档于2019-09-30）.
2. ↑  Jenzen-Jones, N.R.; McCollum, Ian. Small Arms Survey , 编.  (PDF). Working Paper No. 26. April 2017: 83  [2018-09-04]. （原始内容 (PDF)存档于2018-10-09）.

## 外部連結
- （英文）—Buddy Hinton Collection / Valmet （页面存档备份，存于）
- （英文）—Valmet Weapons Board （页面存档备份，存于）
- （英文）—Modern Firearms—Valmet Sako Rk.62 / 76 / 95（页面存档备份，存于）
- （英文）—The Firearm Blog.com—
  - Trigger Pulls: The Good, The Bad, and The Ugly
  - 5 Great, but Overlooked, Semi Automatic Rifles （页面存档备份，存于）
  - Top 5 Guns With Strange Features （页面存档备份，存于）
  - Valmet RK 62 76: Finnish Firepower （页面存档备份，存于）
- （英文）—The Truth About Guns.com—Surplus Saturday: Finnish Valmet M76W （页面存档备份，存于）
- （英文）—Valmet Weapons Systems.com—Valmet Rifles
- （英文）—Military, Security and Civilian Guns and Equipment.com—Valmet M76 (RK 62 76) （页面存档备份，存于）
- （简体中文）—D Boy Gun World（槍炮世界）—Valmet M76 （页面存档备份，存于）
- （简体中文）—国防在线—芬兰瓦尔梅特M60 式、M62 式、M76 式 和 M90
- （简体中文）—PewPewPew.Word 槍砲世界- 薩科-瓦爾梅特公司（SAKO-Valmet） （页面存档备份，存于）